# Eremurus zenaidae
Eremurus zenaidae är en grästrädsväxtart som beskrevs av Aleksei Ivanovich Vvedensky. Eremurus zenaidae ingår i släktet Eremurus och familjen grästrädsväxter. Inga underarter finns listade i Catalogue of Life.